# Martiniana Po
Martiniana Po (Martinian-a in piemontese, Martinhana in occitano) è un comune italiano di 798 abitanti della provincia di Cuneo in Piemonte.
Si trova in bassa Valle Po.

## Storia

### Simboli
Lo stemma e il gonfalone del Comune di Martiniana Po sono stati concessi con decreto del presidente della Repubblica del 27 ottobre 1994.
Il gonfalone è un drappo di azzurro.

## Monumenti e luoghi di interesse

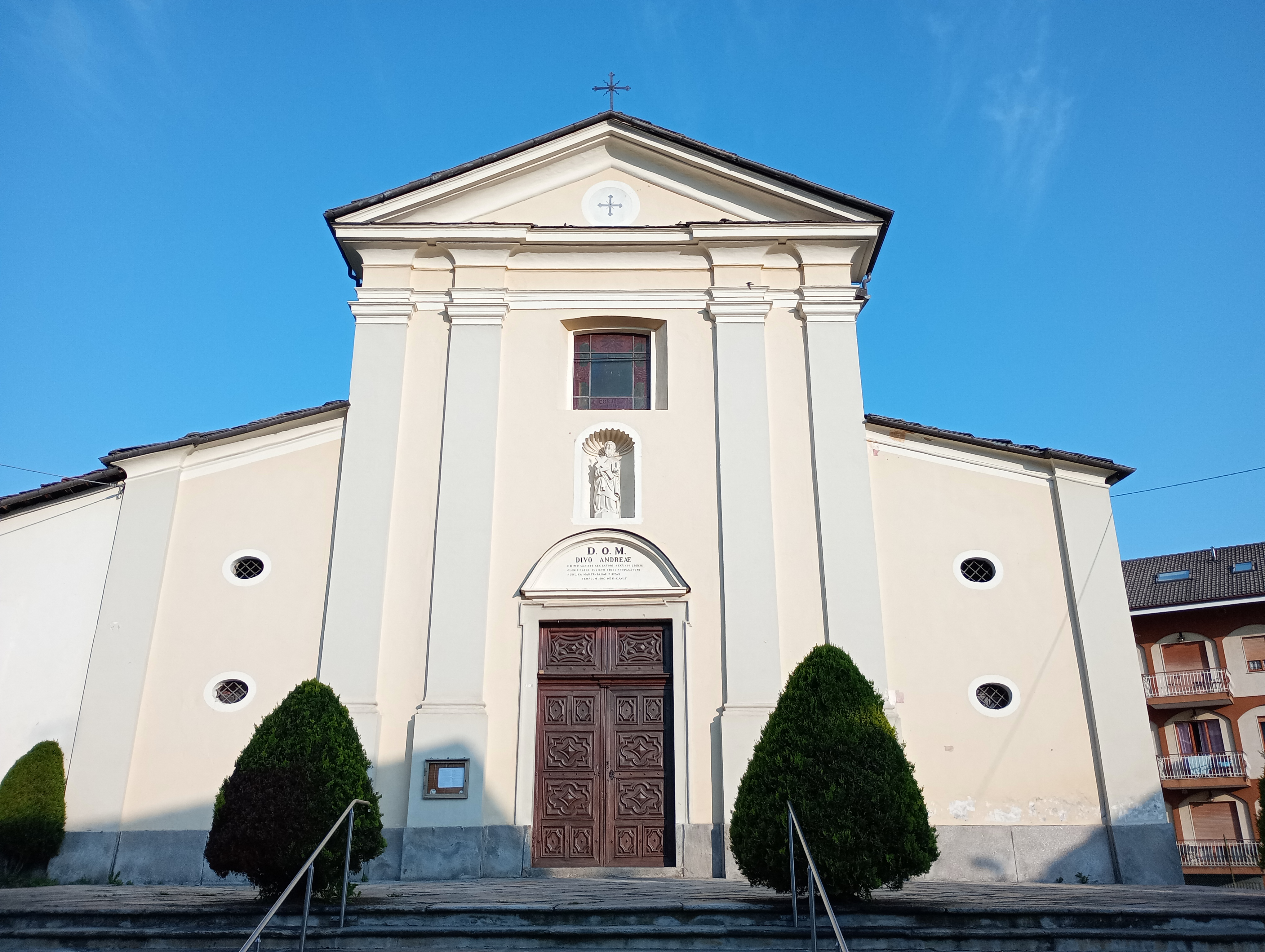
La parrocchiale

- Museo del Piropo e sito geologico di ritrovamento dei Piropi (formazione geologica ovoidale tipica di Martiniana Po)
- Palazzo Filippa, imponente dimora nobiliare in stile barocco
- Parrocchiale di Sant'Andrea Apostolo, edificata nel XVIII secolo su ruderi medievali. L'interno si distingue per un fonte battesimale marmoreo e per gli affreschi che ornano il presbiterio.

## Società

### Evoluzione demografica
Abitanti censiti

## Cultura

### Eventi
Dal 2004 vi si svolge la Sagra dei piccoli frutti intesa a far conoscere la produzione locale di mirtillo gigante, ribes bianco e rosso, lampone e fragoline.

## Amministrazione

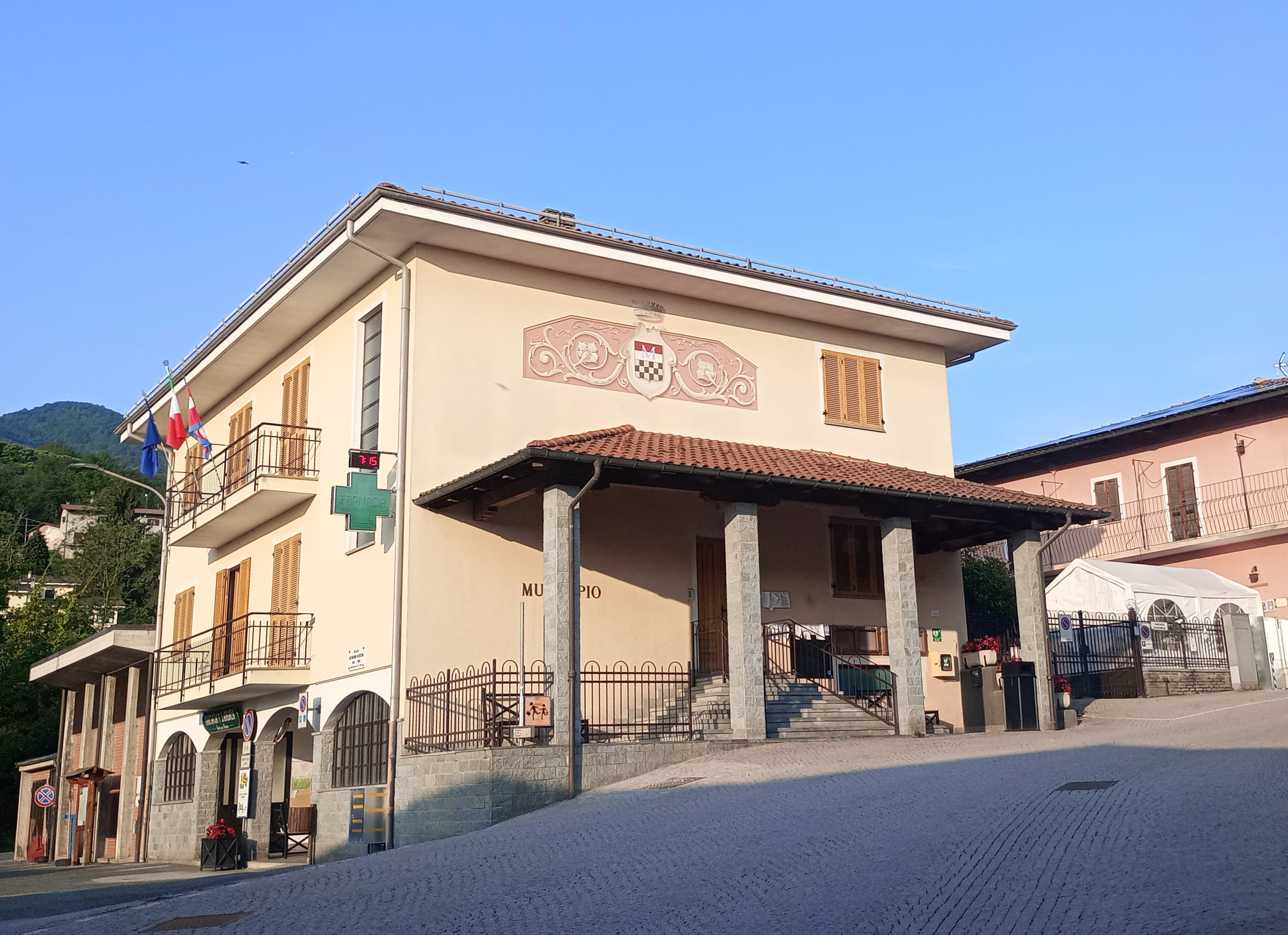
Il municipio

Di seguito è presentata una tabella relativa alle amministrazioni che si sono succedute in questo comune.
| Periodo          | Periodo          | Primo cittadino         | Partito                                                     | Carica  | Note  |
| ---------------- | ---------------- | ----------------------- | ----------------------------------------------------------- | ------- | ----- |
| 10 luglio 1988   | 7 giugno 1993    | Giacomo Barra           | Democrazia Cristiana                                        | Sindaco | [ 6 ] |
| 7 giugno 1993    | 28 aprile 1997   | Enzo Desco              | Democrazia Cristiana                                        | Sindaco | [ 6 ] |
| 28 aprile 1997   | 14 maggio 2001   | Enzo Desco              | lista civica                                                | Sindaco | [ 6 ] |
| 14 maggio 2001   | 30 maggio 2006   | Giovanna Carolina Zetti | lista civica                                                | Sindaco | [ 6 ] |
| 30 maggio 2006   | 16 maggio 2011   | Giovanna Carolina Zetti | lista civica                                                | Sindaco | [ 6 ] |
| 16 maggio 2011   | 03 novembre 2021 | Bruno Allasia           | lista civica: insieme per continuare a costruire e crescere | Sindaco | [ 6 ] |
| 03 novembre 2021 | in carica        | Valderico Berardo       | lista civica: Martinianesi per il cambiamento               | Sindaco | [ 6 ] |

### Altre informazioni amministrative
Il comune faceva parte della Comunità montana Valli Po, Bronda, Infernotto e Varaita.